# 伊奥尼亚起义
伊奧尼亞起義（前499年—前493年）是一场由古希腊小亚细亚居民在伊奧尼亞、多里斯、賽普勒斯、卡里亚、愛奧利亞發動的起义，源于米利都僭主阿里斯塔格拉斯鼓動反抗波斯统治，导致日后的希波戰爭。所记载的文字主要來自古希臘作家希羅多德的記述詩《歷史》第五卷与起義的落幕過程第六卷。
「展開階段」包括三次主戰役：
- 伊奧尼亞攻防戰(Ionian offensive)498 B.C. (卷五99—102）
- 佔領赫勒斯滂(Hellespont)、拜占庭(Byzantium)和卡里亞(Caria)497 B.C. (卷五103)
- 賽普勒斯遠征(Expedition against Cyprus)498-497 B.C. (卷五104—115) 由於賽普勒斯戰役的失敗，起義初期往南、北擴展的局勢被遏制。

「相持阶段」包括三次主戰役：
- 達烏里塞斯的南北征討(Daurises campaign)496—497 B.C. (卷五117—121）
- 敘瑪依埃司的征伐(Hymaee's campaign)497 B.C.（卷五122）
- 歐塔涅斯的攻略Otanes's campaign)497 B.C.（卷五123）

波斯人平息起義的最後階段戰役：
- 圍攻米利都(Seige of Miletus) 494—493 B.C.（卷六1—27）
- 希斯提亞埃烏斯的反擊(Histiaeus's campaign)493 B.C. (卷六28—30）

起義初期得到雅典與埃雷特里軍隊前來助戰，戰火焚毀波斯帝國派駐小亞細亞總督駐節地萨第斯，波斯帝國鎮壓住這次起義反抗運動後，戰火並未就此熄滅。波斯帝國大流士一世誓言要向雅典和埃雷特里亞報萨第斯被焚的一箭之仇，以及先發制人征服希臘，確保波斯帝國日後不受叛亂的威脅，同時加大對內陸希臘人的影響，戰爭就由此次起義，持續、擴大为波斯大軍征討希臘城邦的希波戰爭。

## 背景
談伊奧尼亞起義要先了解米利都的僭主阿里司塔哥拉斯在西元前499年發起的納克索斯島遠征 (Expedition against Naxos)。由於遠征失利，才使得阿里司塔哥拉斯興起了策動伊奧尼亞地區起來反抗波斯的念頭，以求自保。

### 奈克索斯島遠征 499 B.C.
西元前547年，波斯的居魯士大帝征服了伊奧尼亞地區，但此後伊奧尼亞的希臘語城邦一直在尋求獨立。波斯人為了便於統治，遂給這些城邦委任了僭主。
奈克索斯島是基克拉澤斯群島中富裕的小島，希臘神話英雄提修斯(Theseus)遺棄克里特島米諾斯(Minos)國王女兒阿里阿德涅(Ariadne)的地方；並沒有被波斯帝國征服。奈克索斯島曾經驅逐某些富豪，這些人逃到米利都但很想回鄉，他們求助於米利都的僭主阿里司塔哥拉斯，他是以前僭主希斯里亞埃烏斯的女婿。因為停留於波斯宮廷之中，米利都交由阿里司塔哥拉負責管理。
西元前499年，阿里司塔哥拉斯同意援助流亡者，他向波斯西亞總督阿塔佛涅斯請求支援，阿塔佛涅斯取得大流士同意，給阿里司塔哥拉斯一支由波斯將領麦加巴特斯；麦加巴特斯是大流士皇帝與阿塔佛涅斯總督的表兄弟；率領的200艘船艦的艦隊。阿里司塔哥拉斯與流亡者隨著麦加巴特斯出航，為了避免對奈克索斯人發生警訊，艦隊朝相反的北方駛去，向著達達尼爾海峽方向去，中途停駐在希俄斯岛等待有利的風向轉向南下往奈克索斯島去。因為巡查船隻時發現一位船長離開時沒有在船上設置哨兵守衛，麦加巴特斯非常生氣要處罰他，打算幫這些富有、具政治影響力的奈克索斯人奪回奈克索斯島的阿里司塔哥拉斯，他發現這船長是他這些貴客的好友叫Scylax. 懇求波斯指揮官無論如何要釋放Scylax. 當波斯指揮官拒絕他的懇求時，阿里司塔哥拉斯自己替船長鬆綁，麦加巴特斯對著他咆哮，阿里司塔哥拉斯反駁說："但你，為什麼要做這些呢？阿塔佛涅斯不是要你服從我的指揮來航行嗎？你為何要管東管西的呢？"。根據希羅多德的記述，麦加巴特斯在憤怒下打發使者去見奈克索斯人警告他們波斯部隊要登陸。

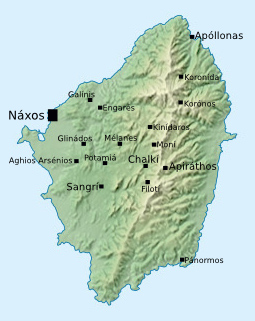
奈克索斯島

希羅多德認為，因為他們兩人在航行中發生過爭執，麦加巴特斯拿沒設哨所的理由在波斯法庭羞辱阿里司塔哥拉斯。現代史學家，對波斯指揮官會破壞自己的入侵行動抱持懷疑的態度，然而，已不可能知道究竟奈克索斯人是如何意識到入侵。但無庸至疑的是他們確實已意識到了，並開始著手備戰。照希羅多德說法，奈克索斯人是完全不知有遠征軍，但是當消息傳到後，他們立即備齊一切東西，屯積充足食物並加固城牆以度過圍城戰。當伊奧尼亞人與波斯人抵達奈克索斯時，他們面對的是個設防良好與補給充裕的城市。希羅多德沒有明確地說，但大概是奈克索斯島同名稱的首府纳克索斯。他提出一些軍事行動細節並被允許，但是攻城的最初行動對被擊退。伊奧尼亞跟波斯人開始紮營安寨把城市團團圍住，然而，四個月過去了，波斯人用光了錢，阿里司塔哥拉斯也花的差不多了，軍心渙散，遠征軍打退堂鼓準備返回小亞細亞。離去前，他們幫這批奈克索斯流亡貴族在島上蓋了一座堡壘。

### 策劃起義
阿里司塔哥拉斯試圖出海遠征奈克索斯島失敗，阿里司塔哥拉斯發現自己陷入嚴重困境 ；阿里司塔哥拉斯發現自己非常脆弱，肯定會失去他的副憯主職位，甚至可能喪命。因此，他準備起義。西元前499年秋，阿里司塔哥拉斯與他在米利都的派系成員舉行會議。他認為在他的看法是米利都人應該起義反抗，得到所有人的贊同進行陸戰起義，除了歷史學家赫卡之外，他建議增強海軍。另外，他也得到希斯里亞埃烏斯的鼓勵，希斯里亞埃烏斯聽說了在奈克索斯島的失利和其他種種，看到有個機會，他將會被允許返回到米利都，就給阿里司塔哥拉斯送去了一個秘密信息，敦促阿里司塔哥拉斯起來反抗大流士。阿里司塔哥拉斯利用此時西亞希臘人口增多以及與波斯人成為貿易競爭對手後人們抱怨獲利減少，他因此公開放棄了他的憯主職位，並宣佈米利都是一個民主社會，來公開反抗大流士。希羅多德認為，無可置疑這放棄權力只是他的託辭。而是用來激勵米利都人踴躍加入叛亂行列。
應該派往奈克絲島的軍隊仍舊聚集在卡里亞的麥阿斯(Myus)以及包括從小亞細亞，即，愛奧利亞(Aeolia)和Doris(桃莉絲)來的特遣隊，不但如此還有從米蒂利尼(Mytilene)、米拉薩(Mylasa)、Termera 和 Cyme 來的人。阿里司塔哥拉斯派人去捉拿所有的希臘憯主遞交給軍隊再將他們交給他們各自的城市，讓各地都建立了民主政體，希望能獲得各位民眾的支援。一些憯主被他們的城市處決，但大多數只是被放逐，阿里司塔哥拉斯還想煽動所有的軍隊加入他的反叛，和佔有那些波斯人提供的戰艦。在他鼓動下整個小亞細亞的希臘語地區起來反抗波斯的統治，由此拉開了伊奧尼亞起義的序幕。

## 起義攻勢戰爭過程

### 伊奧尼亞攻防戰498 B.C.
隨著叛亂的發展，越來越多的小亞細亞小國被捲入到這場紛爭中。這並沒有很順利，很快他們就被迫向希臘大陸尋求幫助。阿里斯塔格拉斯前往希臘，希望爭取到對伊奧尼亞地區的援助。阿里司塔哥拉斯來到斯巴達，他想鼓動斯巴達人出兵。他給克裡奧美尼介紹小亞細亞地理和物產情況。但是克裡奧美尼最後問他：要打到波斯首都蘇薩城(Susa)，需要走多遠的路程。阿里司塔哥拉斯說要走三個月。於是克裡奧美尼回答說：斯巴達人不可能進行這麼長距離的遠征。阿里司塔哥拉斯只好離開斯巴達轉往雅典，接下來前往雅典，在那裡他大聲呼籲殖民者的對他們的殖民地米利都的責任。並誘之以利，允諾"一切好處都存在他的腦袋裡，就等最後他成功了"。 雅典和埃雷特里回應愛奧尼亞的希臘人請求派遣軍隊幫助其反抗波斯。
希羅多德唯一一次批評雅典人，是因為他們支援了伊奧尼亞起義。希羅多德從頭到尾就不認同這場起義。在他看來，起義從一開始就沒有絲毫成功的可能。而後來波斯人入侵希臘、希臘人幾乎遭受滅頂之災，
這場起義又是最直接的原因。所以他始終認為這場起義是一場不折不扣的「災禍」（卷五28）。

#### 撒狄之役 498 B.C. 春
西元前498年春，從阿提卡雅典城出發的二十艘三列漿座戰船, 帶領五艘來自优卑亚岛埃雷特里亞戰船，一齊航向愛奧尼亞。雅典和埃雷特里典的船隻將雅典軍隊送到愛奧尼亞的海岸城市以弗所。在那裡他們加入愛奧尼亞部隊一起往萨第斯推進。萨第斯是位於小亞細亞西莉蒂亞古王國的首都，波斯第一帝國總督的駐節地。
阿里斯塔格拉斯任命他的兄弟Charopinus 和 Milesian、Hermophantus為將領。希臘軍隊於西元前498年在以弗所人引導下穿過山區來到撒狄。駐撒狄的波斯總督阿塔佛涅斯撤退到城堡中並堅守。
阿里司塔哥拉斯可能是做如此打算，如果攻下撒狄，當地的呂底亞人將會對伊奧尼亞)的實力留下深刻的印象，並參加叛亂，以前他們有點傾斜向波斯征服者就像希臘人那樣。然而，任何種種合理的希望因為伊奧尼亞人的缺乏紀律而破滅，最後証實這是起義行動的致命傷。他們開始掠奪，一名士兵放火燒房子。這開始了一場大火，毀了整個城市，其中包括呂底亞人的希栢利女神(Cybele)聖所。歷史學家希羅多德暗示焚城是個意外事件。聖所被希臘人焚毀，呂底亞人現在聚集一起，加入波斯人；加上波斯大軍趕來救援，伊奧尼亞人不得不撤退。這是，他們唯一一次共同遠征，結束在災難中。

#### 以弗所戰役 498 B.C.
然而，他們回到伊奧尼亞，波斯軍隊緊隨著，在以弗所郊外他們被波斯騎兵部隊趕上，波斯軍隊毫不遲疑的發動猛烈的攻擊，這就是以弗所戰役(Battle of Ephesus)。戰役中，埃雷特里亞指揮官被殺，伊奧尼亞人四分五散逃避到各個城市。僥倖逃生的伊奧尼亞人，按理説應該重新集結起來，防備波斯人的下一次進攻。但是他們沒有。這些人乾脆各自回家了。好像回到家，關起門來睡一覺，一切就都會好起來似的。
希羅多德在《歷史》中難過地評論道:“他們當時便是這樣進行戰鬥的。”
雅典人他們目睹了伊奧尼亞軍隊的行徑，並且想到需提防波斯人對阿提卡海岸的襲擊威脅，就和埃雷特里亞人一起回家去了，沒有再回來。

### 佔領赫勒斯滂、拜占庭和卡里亞 497 B.C.
雅典人撤出他們對伊奧尼亞人的支持但起義持續進行。他們獨立進行的第二場戰役顯示出經濟因素是伊奧尼亞起義的最直接原因。西元前497年，起義者派人往北來到古稱"赫勒斯滂"連接馬爾馬拉海和愛琴海的達達尼爾海峽，及"普洛龐提斯海"(Sea of Propontis)是黑海與地中海之間的唯一通道，屬黑海海峽的馬摩拉海，佔領了拜占庭及附近的城市，這是他們奪回經濟命脈的最關鍵的一步，向南發動起整個卡里亞地區加入了起義。
他們奪回控制經濟命脈這兩個控制黑海到地中海貿易通道最重要的城市，赫勒斯滂和拜占庭。而向南發動卡里亞起義，更是準備把起義繼續向南擴展，擴展到賽普勒斯的必要前奏。如果能讓賽普勒斯也舉起反旗，那麼就有可能一直向南，發動埃及人起來反抗。而埃及是整個波斯帝國20個「稅區」中排名第二，第一的是印度（三94），埃及和巴比倫哪邊交稅到底多少希羅多德沒有明確說明（三91、三92）。如果埃及也參加了起義，那麼波斯帝國的根基就會動搖。
在卡里亞加入起義之後，賽普勒斯也在西元前496年加入。波斯人自然也看出了起義者想向南煽動埃及的計畫，於是他們必須把賽普勒斯鎮壓下去，必須阻止起義向南蔓延的驅勢，於是就爆發了伊奧尼亞起義的第三次戰役——賽普勒斯遠征(Expedition against Cyprus)。

### 賽普勒斯遠征 B.C. 498-497
西元498年，賽普勒斯的薩拉米斯國王Gorgus在位時曾拒絕加入伊奧尼亞起義反抗波斯，但市民，由他的弟弟Onesilus率領，拿起武器要為自由而奮鬥。於是在Onesilus率領下驅逐了Gorgus登上王位，採行擴張主義，整個賽普勒斯，包括帕福斯(Pafos)和其他11個城邦王國，一起參加希臘伊奧尼亞地區的起義，反抗波斯帝國統治。正如預期，波斯人入侵該島，西元前498年，波斯陸軍在賽普勒斯島北端登陸，主要由腓尼基人組成的波斯海軍也正在逼近。起義軍的海軍聞訊前來增援賽普勒斯人。雙方在賽普勒斯的撒拉米斯城附近撒拉米斯平原展開激戰。起義軍的海軍擊敗了腓尼基人，但是主要由撒拉米斯人和索伊人組成的陸軍卻被波斯陸軍擊敗。撒拉米斯的國王歐涅西洛（Onesilus）和索伊的國王阿裡斯托庫普洛（Aristocyprus）都戰死了。來增援的起義軍海軍只有撤退。波斯人為這一勝利也付出了慘重的代價。他們的陸軍主帥阿爾提比歐（Artybius）戰死了。波斯人此戰之後又用了5個月的時間，西元前497年春天，波斯攻佔南端的Soloi(Soli)，重新佔領了賽普勒斯，結束賽普勒斯人一年的自由生活，又回到奴隸制度下。Onesilos 的哥哥，Gorgus Chersides，在投降波斯的賽普勒斯人的証言下，重新成為薩拉米斯國王。波斯改變策略讓其後的賽普勒斯王國保有高度的自治權，包括發行自己的錢幣。
這一場血戰之後，起義的展開階段宣告結束。起義者雖然奪回了對赫勒斯滂、拜占庭的控制權，恢復了自己經濟上的自由，但把起義向南推進到埃及已不可能。雙方就此進入相持階段。

## 波斯與起義者相持階段戰役

### 達烏裡塞斯的南征北討 497-496 B.C.

#### 赫勒斯滂爭奪戰 497 B.C.
相持階段的第一場戰役，應該是以波斯軍的動向為觀點，也是整個起義過程的第四場戰役，起義者重占赫勒斯滂一帶正中了波斯人的要害。大流士的將軍達烏裡塞斯(Daurises)率領的波斯陸軍用5天的時間，攻下了赫勒斯滂海峽南旁的達耳達諾斯(Dardanus)、佩爾柯鐵(Percote)等5座城市，至少部分地奪回了赫勒斯滂海峽的控制權。這5座城市中，就有16年後薛西斯王渡海進入亞洲時經過的阿卑多斯(Abydos)，因為從此處到對面歐洲部分的塞斯特(Sestos)是整個達達尼爾海峽最短之處，只有一英里不到。
按達烏裡塞斯(Daurises)在赫勒斯滂南岸進攻的路線看，他的任務大概是要一直向北，去打通拜占庭，也就是掌握控制黑海進出的達達尼爾海峽。但也許是卡裡亞的形勢變化太快，他沒有來得及鞏固波斯在這一帶的統治，就馬上轉向南方，開始了整個起義過程中陸戰最激烈的另外三戰役。

#### 馬爾希耳斯戰役 497 B.C. 夏
達烏里塞斯軍隊從小亞細亞北邊轉而南下向位與南端的卡里亞進军时，卡里亞人开会讨论如何迎敌。其中有人建议采用過河佈陣背水一戰，最後卡里亞人决定让对方背靠迈安德罗斯河列阵，而不是自己，這是希羅多德的描述；但是在YouTube上一段重建此戰役實景動畫影片中兩軍是側對著河佈陣，波斯軍有150,000名長矛步兵、6000名長盾長矛步兵、4000名里底亞人重裝步兵、4000名持小皮盾密細亞兵、800名騎兵，總共164,800名；卡里亞人則有8000名重裝步兵/2000名小皮盾兵，共計1萬人；双方交锋的结果是波斯军获胜。卡里亞人战死的有1万之多(?)，波斯军也有2千人阵亡。

#### 拉布劳昂达戰役 496 B.C. 春
正當戰敗的卡裡亞人逃到拉布勞昂達的森林裡商量接下來該怎麼辦時，起義軍陸軍的主力米利都人趕來增援了。於是米利都人和卡里亞人一起迎接波斯軍的進逼，起義聯軍擁有8500名長矛步兵、2000名米利都重裝步兵、5000名卡裡亞重裝步兵、1500名持小皮盾步兵，總共17,000人，人數還是居於劣勢。西元前496年春，兩軍在森林外決戰，起義軍再次戰敗，米利都軍遭到重創。

#### 佩達蘇斯戰役 496 B.C. 夏
即使再次戰敗，卡里亞人也沒有喪失勇氣。他們仍然集結起剩餘的部隊，當波斯軍夜晚行軍來到配達蘇斯城(Pedasus)外，就遭遇到埋伏的起義軍伏擊，達烏裡塞斯率領的波斯軍隊全軍覆滅，達烏裡塞斯也陣亡了。
這場大戰可以說整個起義相持階段的高峰。起義軍雖然兩次被擊敗，但最後仍然全殲了進犯的波斯軍。波斯人也從此吸取了教訓，明白對方並非不堪一擊。於是他們不再貿然進攻，避免和對方開展正面廝殺，放棄「一戰定乾坤」的想法，而是採取蠶食和各個擊破的戰術。

### 敘瑪依埃司的征伐 497 B.C.
達烏裡塞斯(Daurises)匆匆轉往卡里亞，接手的將領是敘瑪依埃司(Hymaees)，他繼續鞏固達烏裡塞斯收復赫勒斯滂的成果。他從撒狄(Sardis)出兵，西元前497年，先是征服了今天稱為黑海的普羅滂提海(Propontus)附近的奇奧斯(Cius)。後來又收復了特洛伊城所在的特洛亞德(Troad)地區。一點一點的蠶食。不過他還沒來得及有進一步的行動就病死在特洛亞德。

### 歐塔涅斯的攻略 497 B.C.
現在來接替道利塞斯的是歐塔涅斯。他是大流士的女婿。此人很可能就是和大流士王一起行刺瑪戈僧、並建議波斯走民主道路的那個歐塔涅斯的兒子。這個家族，照希羅多德說是只有在自願的情況下才服從國王的支配。西元前497年，阿塔佛涅斯總督和這第三位就任的將軍，他們沒有直接進攻起義者的大本營，即伊奧尼亞的核心地帶，而是繼續蠶食、各個擊破的策略，先攻下了伊奧尼亞和隔壁愛奧利亞的兩座名城：庫梅(Cyme)和克拉佐門尼(Clazomenae)。從北方壓縮起義者的地盤。

### 反抗軍領袖：阿里斯塔格拉斯陣亡
庫梅(Cyme)的富裕是有名的。1世紀的地理學者斯特拉波稱庫麥是伊奧裡斯諸城邦中最大、最好的一座。雅典成立提洛同盟的時候，庫梅一座城市的年費就是9塔蘭同，是伊奧利亞諸城中最多的。克拉佐門尼(Clazomenae)則是伯力克利的好友、古希臘米利都學派哲學家阿那克薩哥拉(Anaxagoras)的故鄉。他離開家鄉去雅典講學，就是因為波斯人的入侵。今天月球上有一個以"阿那克薩哥拉"命名的隕石坑。
對於起義者來說，失掉這兩座城市最大的影響是經濟上的。於是起義的領袖阿裡斯塔戈拉決定去進攻色雷斯的米爾西諾。
阿里斯塔格拉斯之所以要去進攻這個地方，希羅多德評論說：「他並不是一個有氣魄的人物，因為在他擾亂了愛奧尼亞並且引起了巨大的動亂之後，當他看到他所做的事情的後果時，他卻想逃之夭夭了。」特別是當歐塔涅斯佔領了克拉佐門尼和庫梅兩座伊奧尼亞人的城市後，他感到要想戰勝大流士是一件不可能的事情，他把那些同謀者召集起來商議，說他們如果被逐出米利都，那麼最好有個事先準備。希羅多德說："當阿里司塔哥拉斯意識到他的結局不可能贏得勝利或光榮的戰敗，他把他的一些支  援者帶到色雷斯，試圖繼續當他的憯主統治這土地上的人民；他最後被殺死在試圖佔據一個窮國不重要的小鎮時。"

## 起義落幕
原先伊奧尼亞的海岸線已經整個背叛波斯國王並且認為他們會輕鬆擊敗任何波斯國王所召集的軍隊。但波斯國王改變戰略採用一點一點的蠶食，使得目前的海岸線和盟友都遭到重創。雅典人撤離了而起義軍領袖阿里司塔哥拉斯也陣亡了。伊奧尼亞只有負隅頑抗一途了。

### 圍攻米利都494-493 B.C.
米利都是位於今土耳其安納托利亞西海岸線上的一座古希臘城邦，靠近米安得爾河口，三面背海，一面向陸。米利都是古伊奧尼亞聯盟之一員，一般被認為是前古典時期最偉大的城邦。
西元前494年，波斯總督阿塔佛涅斯已奪回了許多伊奧尼亞沿海城市，進而調集海陸精銳大軍圍攻米利都，從海、陸包夾米利都。波斯人持續蠶食戰略，在進攻米利都城之前先切斷米利都的海上交通線，徹底阻斷米利都從海上獲得任何支援、補給的可能。

#### 拉德海戰494 B.C.
在海上，爆發了拉德海戰(Battle of Lade)，波斯艦隊600艘，在阿塔佛涅斯總督率領下和 353艘來自莱斯沃斯岛、希俄斯岛和薩摩斯島的希臘三列槳艦聚集在拉德島(Island of Lade)，離米利都城海岸不遠處。兩軍在此海面遭遇，首次遭遇波斯並未能取得絕對優勢，因此透過游說，薩摩斯人，接受波斯人的賄賂，西元前494年的10月20日，再次遭遇時一開始行動時就開溜了，帶走了11 艘船舶，使得陣式崩裂，然後希臘人被完全擊敗，死傷慘重，雖然希俄斯人打得非常英勇。
米利都全城軍民進行了殊死抵抗，戰爭進行得異常慘烈。圍城戰持續了一年半，米利都城直到彈盡糧絕，波斯人最後通過在城牆下面挖地道的方法，才攻破大門。西元前493年城破時波斯軍隊進行了大肆劫掠，當時城內的大部分公民均已戰死，剩下的婦孺數千人大流士一世也不放過，命人全部擄掠到波斯首都書珊城(Susa)為奴。

### 希斯提亞埃烏斯的反擊 493 B.C.
在撒狄戰役(Battle of Sardis)進行期間，希斯提亞埃烏斯當時正擔任大流士的皇家顧問。當被問及阿里司塔哥拉斯的行動，希斯提亞埃烏斯聲稱完全不知道有這計劃，發誓要平定叛亂，如果大流士讓他回到伊奧尼亞。大流士同意了而希羅多德稱他無意平息叛亂，回到伊奧尼亞是去協助起義的阿里司塔哥拉斯。而他背叛的意圖被總督阿塔佛涅斯發現，他不得不逃離。他送了幾封信給他在撒狄的波斯人同夥，但信件被披露，被阿塔佛涅斯當叛徒處死（卷6.1-4)。
當希斯提亞埃烏斯聽到米利都陷落，他自認祇能自己來領導反抗波斯的抵抗運動。他從拜占庭也就是今天的伊斯坦堡出發，希斯提亞埃烏斯帶著他的色雷斯武力，轉向希俄斯島；西元前 494 年在拉德海戰中希俄斯人擁有伊奧尼亞地區最大的艦隊 (100 艘船) ，足以說明希俄斯島在這一時期的海軍力量；但是在拉德希俄斯的艦隊頑強與波斯艦隊纏鬥，但最終希俄斯人被迫撤退，損失慘重。那些僥幸逃生的又被以弗所人殺死了，希斯提亞埃烏斯就趁虛而入，經過兩次海戰失利，希俄斯人默認了希斯提亞埃烏斯的領導。
然後他又轉往攻打位於愛琴海北端靠近色雷斯海岸的薩索斯島(Island of Thasos)，圍攻薩索斯島時，他得到波斯人麾下的腓尼基人正乘船從米利都向伊奧尼亞的其他城邦進攻。於是希斯提亞埃烏斯放棄攻打薩索斯島，全軍向莱斯沃斯岛進發。來到萊斯博斯，由於缺乏糧食，希斯提亞埃烏斯打算到阿塔爾涅烏斯(Atarneus)劫掠一些糧食。恰巧一支由哈爾帕哥斯(Harpagus)統帥的波斯軍隊駐扎在那里，當希斯提亞埃烏斯登陸的時候，哈爾帕哥斯便率軍向他發起進攻，擊潰了他的軍隊，擄獲了他本人。
西元前493年，波斯將叛亂鎮壓了下去。據說，希斯提亞埃烏斯在被抓住時，還高聲喊道，他是米利都的希斯提亞埃烏斯。他可能以為這樣一來波斯人便不會傷害他了。或許也正因為如此，波斯人把希斯提亞埃烏斯押解到撒狄(Sardis)後，總督認為大流士會饒了救命恩人希斯提亞埃烏斯，沒有向大流士請示就把他殺死了，只是把他的首級製成木乃伊送到了蘇薩。希羅多德說：「當大流士知道這件事的時候，他是不高興這樣做的，他是要他們把希斯提亞埃烏斯活著帶到他的面前來。他下令把希斯提亞埃烏斯的首級洗過並收拾乾淨，並非常隆重地加以埋葬，就像對待一個對大流士本人和波斯人立過大功的人的首級一樣。」

## 现代文献
- Ancient sources: Herodotus 5.28-38, 49-55, 65, 97-126; 6.1, 5, 9, 13, 18. Thucydides 4.102.2-3. Aeneas Tacticus 31.28-29. Diodorus Siculus 12.68.1-2. Plutarch, Apophthegmata Lacaenarum, Gorgo 1, 3. Ps.-Plutarch, Proverbia Alexandrinorum 1. Zenobius 5.57 (Corpus Paroemiographorum Graecorum I). Diogenianus [attrib.] 49 (Corpus Paroemiographarum Graecorum I). Gellius, Noctes Atticae 17.9.18-27. Polyaenus 1.24. Nicephorus Ouranos 116. Suda, s.v. oikoi. Joannes Tzetzes, Chiliades 3.96, vv. 458ff., 9.262, vv. 216ff. Eustathius, Commentarii ad Homeri Iliadem IV, Leipzig, 1830, p. 1358. Gregorius Cyprius 2.82 (Corpus Paroemiographorum Graecorum I). Apostolius 12.37, 16.81 (Corpus Paroemiographorum Graecorum II).
- Boardman J, Bury JB, Cook SA, Adcock FA, Hammond NGL, Charlesworth MP, Lewis DM, Baynes NH, Ostwald M & Seltman CT. . Cambridge University Press. 1988. ISBN 0521228042.
- Fehling, D. . Francis Cairns. 1989.
- Fine, JVA. . Harvard University Press. 1983. ISBN 0674033140.
- Finley, Moses. . . Penguin. 1972. ISBN 0140440399.
- Holland, Tom. . Doubleday. 2006. ISBN 0385513119.
- Lazenby, JF. . Aris & Phillips Ltd. 1993. ISBN 0856685917.